# Жуліо Сілва
Жуліо Сілва (порт. Júlio Silva; нар. 1 липня 1979) — колишній бразильський тенісист.
Найвищу одиночну позицію світового рейтингу — 144 місце досяг 16 листопада 2009, парну — 135 місце — 2 березня 2009 року.

## Титули на турнірах Туру ATP і Великого шлему (12)

### Одиночний розряд (4)
| Легенда                |
| ---------------------- |
| Великий Шлем (0)       |
| Tennis Masters Cup (0) |
| Серія Мастерс ATP (0)  |
| Тур ATP (0)            |
| Челленджери (4)        |

| Титули за покриттям |
| ------------------- |
| Тверде (2)          |
| Трава (0)           |
| Ґрунт (2)           |
| Килим (0)           |

| Ранг | Дата            | Турнір            | Покриття | Суперник              | Рахунок       |
| ---- | --------------- | ----------------- | -------- | --------------------- | ------------- |
| 1.   | 5 серпня 2002   | Грамаду, Бразилія | Тверде   | Іван Міранда          | 6–4, 6–2      |
| 2.   | 24 жовтня 2005  | Сантьяго, Чилі    | Ґрунт    | Рубен Рамірес Ідальго | 6–2, 6–3      |
| 3.   | 2 серпня 2009   | Белу-Оризонті     | Тверде   | Едуардо Шванк         | 4–6, 6–3, 6–4 |
| 4.   | 18 вересня 2011 | Белу-Оризонті     | Ґрунт    | Гаштан Еліаш          | 6–4, 6–4      |

### Парний розряд (8)
| Легенда                |
| ---------------------- |
| Великий Шлем (0)       |
| Tennis Masters Cup (0) |
| Серія Мастерс ATP (0)  |
| Тур ATP (0)            |
| Челленджери (8)        |

| Титули за покриттям |
| ------------------- |
| Тверде (3)          |
| Трава (0)           |
| Ґрунт (5)           |
| Килим (0)           |

| Ранг | Дата              | Турнір                  | Покриття | Партнер             | Суперники                    | Рахунок          |
| ---- | ----------------- | ----------------------- | -------- | ------------------- | ---------------------------- | ---------------- |
| 1.   | 13 березня 2006   | Салінас, Еквадор        | Тверде   | Тьяго Алвес         | Андре Гем Алешандре Сімоні   | 3–6, 6–4, [10–4] |
| 2.   | 10 березня 2008   | Салінас, Еквадор        | Тверде   | Кайо Замп'єрі       | Себастьян Декуд Дік Норман   | 7–6(8–6), 6–2    |
| 3.   | 12 травня 2008    | Загреб, Хорватія        | Ґрунт    | Іван Додіг          | Сергій Стаховський Томаш Зіб | 6–4, 7–6(7–1)    |
| 4.   | 7 липня 2008      | Сан-Бенедетто, Італія   | Ґрунт    | Паоло Лоренці       | Кетелін Гирд Макс Радічніґґ  | 6–3, 7–5         |
| 5.   | 12 жовтня 2008    | Флоріанополіс, Бразилія | Ґрунт    | Рожеріу Дутра Сілва | Рікардо Хосевар Андре Мієле  | 3–6, 6–4, [10–4] |
| 6.   | 5 червня 2011     | Рієка, Хорватія         | Ґрунт    | Паоло Лоренці       | Ловро Зовко Діно Маркан      | 6–3, 6–2         |
| 7.   | 7 січня 2012      | Сан-Паулу, Бразилія     | Тверде   | Фернандо Ромболі    | Йозеф Ковалік Жозе Перейра   | 7–5, 6–2         |
| 8.   | 10 листопада 2012 | Сан-Леополду, Бразилія  | Ґрунт    | Фабіано де Паула    | Аріель Беар Орасіо Себальйос | 6–1, 7–6(7–5)    |

## Фінали на турнірах Туру ATP і Великого шлему (10)

### Одиночний розряд (4)
| Легенда                |
| ---------------------- |
| Великий Шлем (0)       |
| Tennis Masters Cup (0) |
| Серія Мастерс ATP (0)  |
| Тур ATP (0)            |
| Челленджери (4)        |

| Фінали за покриттям |
| ------------------- |
| Тверде (0)          |
| Трава (0)           |
| Ґрунт (4)           |
| Килим (0)           |

| Ранг | Дата              | Турнір              | Покриття | Суперник         | Рахунок       |
| ---- | ----------------- | ------------------- | -------- | ---------------- | ------------- |
| 1.   | 29 листопада 2004 | Аракажу, Бразилія   | Ґрунт    | Ніколас Лапентті | 6–2, 6–2      |
| 2.   | 14 травня 2007    | Загреб, Хорватія    | Ґрунт    | Янко Типсаревич  | 3–6, 6–3, 6–3 |
| 3.   | 23 липня 2007     | Познань, Польща     | Ґрунт    | Рамон Слюйтер    | 6–4, 6–3      |
| 4.   | 28 квітня 2012    | Сан-Паулу, Бразилія | Ґрунт    | Блаж Кавчич      | 6–3, 7–5      |

### Парний розряд (6)
| Легенда                |
| ---------------------- |
| Великий Шлем (0)       |
| Tennis Masters Cup (0) |
| Серія Мастерс ATP (0)  |
| Тур ATP (0)            |
| Челленджери (6)        |

| Фінали за покриттям |
| ------------------- |
| Тверде (1)          |
| Трава (0)           |
| Ґрунт (5)           |
| Килим (0)           |

| Ранг | Дата              | Турнір                     | Покриття | Партнер             | Суперники                          | Рахунок          |
| ---- | ----------------- | -------------------------- | -------- | ------------------- | ---------------------------------- | ---------------- |
| 1.   | 10 квітня 2006    | Флоріанополіс, Бразилія    | Ґрунт    | Тьяго Алвес         | Максімо Гонсалес Серхіо Ройтман    | 6–2, 3–6, [10–5] |
| 2.   | 24 червня 2008    | Констанца, Румунія         | Ґрунт    | Сімоне Ваньйоцці    | Флорін Мерджа Горія Текеу          | 6–4, 6–2         |
| 3.   | 24 листопада 2008 | Ліма, Перу                 | Ґрунт    | Рамон Дельгадо      | Луїс Орна Себастьян Прієто         | 6–3, 6–3         |
| 4.   | 6 квітня 2009     | Сан-Луїс-Потосі, Мексика   | Ґрунт    | Франко Феррейро     | Сантьяго Гонсалес Орасіо Себальйос | 6–2, 7–6(7–5)    |
| 5.   | 6 серпня 2011     | Кампус-ду-Жордан, Бразилія | Тверде   | Рікардо Хосевар     | Хуан Себастьян Кабаль Роберт Фара  | 6–2, 6–3         |
| 6.   | 22 квітня 2012    | Сантус, Бразилія           | Ґрунт    | Рожеріу Дутра Сілва | Андрес Мольтені Марко Трунгелліті  | 6–4, 6–3         |